# Млап
Млап (Kuangsu-Bonggrang, Kwangsu-Bonggrang, Kwansu, Kwansu-Bonggrang, Malf, Mlap) — почти исчезнувший папуасский язык, на котором говорят на северо-западном побережье, западнее озера Сентани, провинции Папуа в Индонезии. Потенциально язык находится под угрозой исчезновения. Некоторые также используют кемтуик или индонезийский языки из-за брака между людьми разных рас и национальностей, главным образом с носителями кемтуик.